# 韓進海運

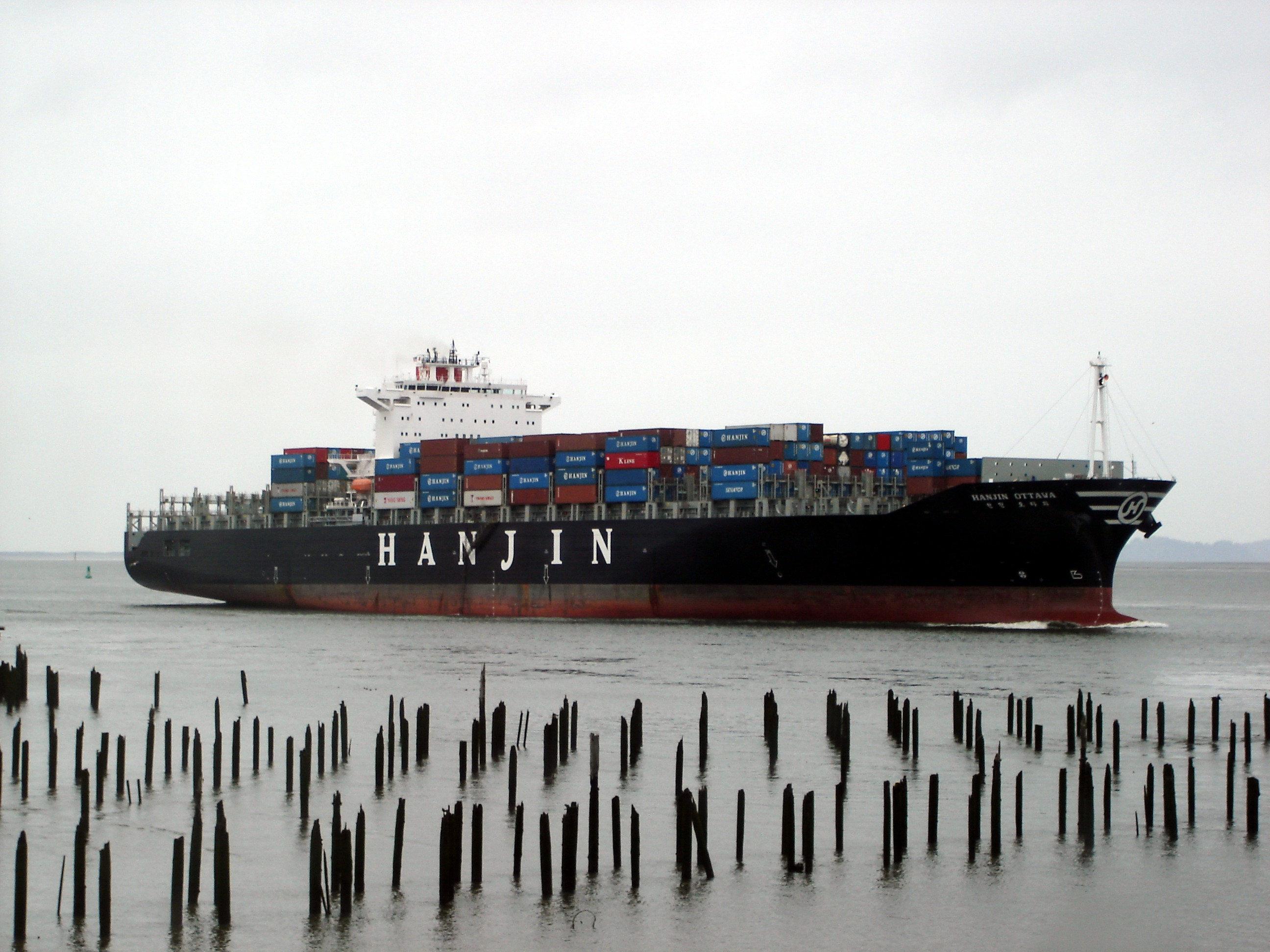
大型コンテナ船ハンジン・オタワ（Hanjin Ottawa）、オレゴン州沖

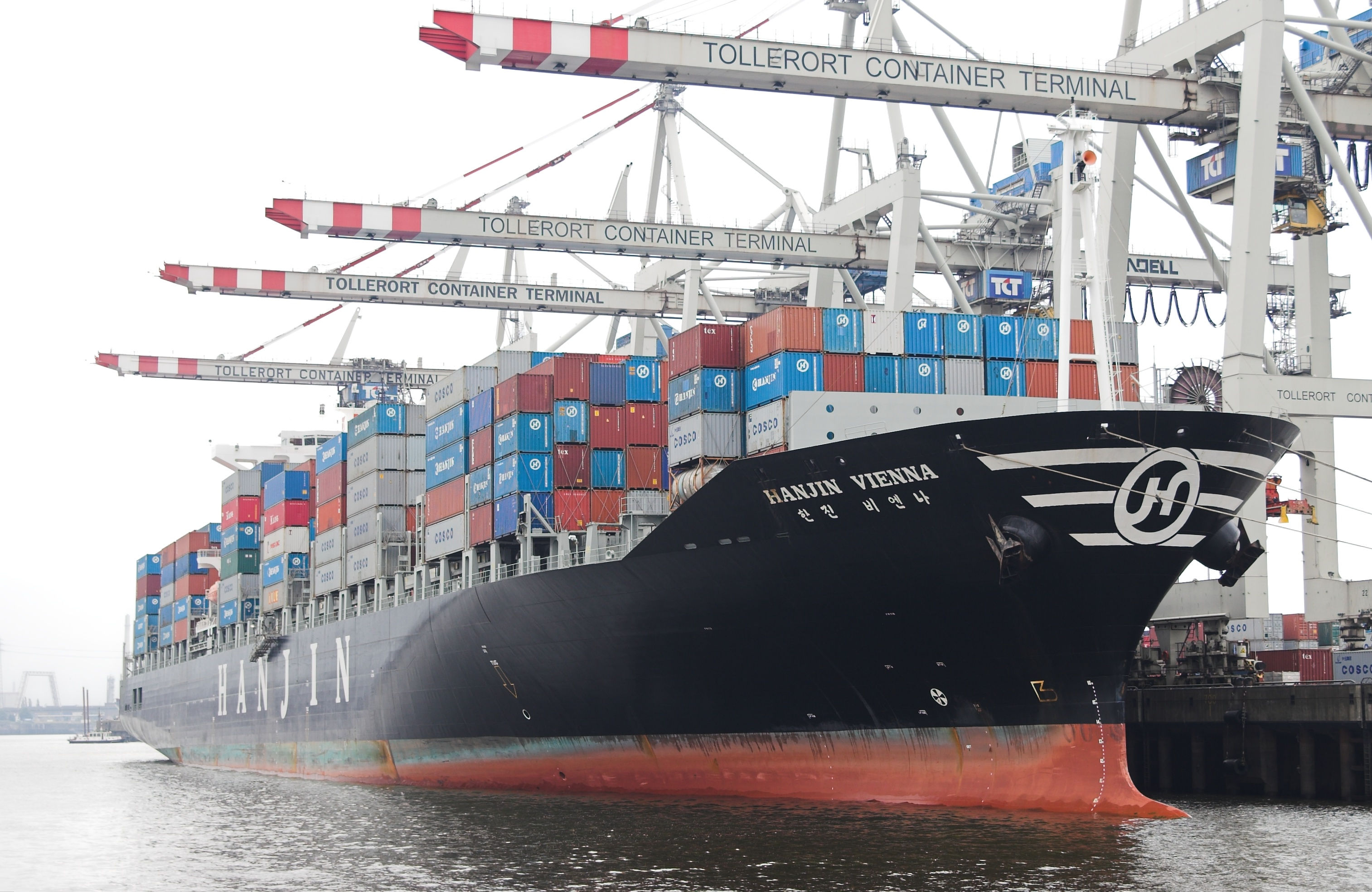
ハンブルク港に停泊するハンジン・ヴィエナ（Hanjin Vienna）

韓進海運（ハンジンかいうん、朝: 한진해운、英: Hanjin Shipping）は、大韓民国のソウル特別市を本拠とした、かつて世界有数の海運会社、コンテナ船運航会社であった会社。大韓航空など陸、海、空の物流企業を傘下に持つ財閥韓進グループの一員であったが、2016年に経営破綻し事業は清算された。

## 歴史
陸運業から始まった韓進グループは、1969年から釜山港でコンテナターミナルを運営してアメリカのシーランド社等海外の船会社の荷役を行っていたが、1977年に韓進コンテナラインズを設立して自ら海運業へ参入した。
1988年には韓国のフラッグキャリアだった大韓海運公社を前身に持つ大韓商船と合弁（合併）して、現在の韓進海運となった。

## 破綻
2008年の世界金融危機で海運業が世界的に沈滞したため、韓進海運は流動性の高い資産を次々切り売りした結果、流動性危機が深刻になった。2010年代前半には巨額の営業損失を出し続けたため、韓進グループが2014年からの2年間で1兆2000億ウォンを支援したが、海運業不況の長期化、好況期に設定した高い傭船料、増加する船舶金融費用などで危機が深刻化した。
2016年4月には韓進グループの趙亮鎬会長が経営権を放棄し、債権団に自律協約を申請していたが、各国の船主からの滞納している傭船料の支払い要求に対して資金が用意できない状態が続いた。同年夏には、取引行であった韓国産業銀行等が自主再建は困難と判断、資金支援を拒絶した。
2016年8月31日、韓進海運は日本の会社更生法に相当する「法定管理」を裁判所に申請して破綻した。これにより、埠頭の相互利用を行っていたCKYHEアライアンスの川崎汽船（日本）、陽明海運（台湾）、長栄海運（台湾）等が影響を受けるほか、韓進のコンテナを運んでいた台湾の志信國際も影響を受ける。
各国の埠頭も影響を受け、韓進海運の船舶の仮差押さえや入港拒否が行われている。韓進海運が借受していた日本の青海A3ターミナルは、ターミナル作業において、今回の影響を受けないと発表している。
貨物についても影響を受ける。韓国国際貨物輸送業者協会（KIFFA）によれば、テレビなどの家電等は影響を受けるものの、携帯電話や半導体は空輸されているため影響を受けないとしている。
2016年10月4日、韓進グループ趙会長は韓国国会の公聴会に出席し、韓進海運が破綻した理由を「民間企業である韓進海運が、政府の支援を受ける外国海運会社と競うのは厳しかった。外国海運会社が運賃の引き下げ競争を主導した。」と述べている。
2017年2月17日、ソウル中央地方裁判所より、破産宣告を受けた。

### 海外支店の閉鎖
日本支店及び大阪支店は、破綻後の2016年12月29日に業務終了になり、以後の貨物引き取り問い合わせ先はソウル本社となった。

## その後
2017年2月、韓進が所有していた一部の船は、同じ韓国のサムラマイダスグループによって設立された新しい船会社・SMラインに移籍。SMラインは同年3月に光陽と仁川のターミナルも買収した。
韓進海運を失い韓国海運業の地位が急低下したことに危機感を持った韓国政府は2018年に「海運再建5か年計画」を策定、現代商船（2020年よりHMM）を中心とする海運企業に政府による資金援助などを行った。HMMは超大型コンテナ船を多数受領して船団を拡大させ、韓進海運が失った船腹量を上回る規模の船腹量を達成しようとしている。
2025年1月23日、ソウル回生裁判所は、韓進海運に対して破産廃止の決定を下した。これは、破産手続が目的を達成できずに、債権者配当を省略し破産手続きを終了することを意味する。

## グループ会社ほか
韓進海運は、海運と北アメリカの大陸横断鉄道を使って一貫輸送を行うハンジン・ロジスティクス（Hanjin Logistics）、ばら積み貨物船などを扱う Keoyang Shipping、1997年にグループ傘下に収めたドイツの海運会社セネター・ラインズ（Senator Lines、世界金融危機により2009年2月に営業を終えた）、および物流情報システム会社 CyberLogitec などを子会社としていた。グループ全体でコンテナ船、ばら積み貨物船、タンカーなど200近い貨物船を所有し、コンテナ船事業では、日本の川崎汽船、台湾の陽明海運、中国の中国遠洋運輸集団（COSCO）、台湾の長栄海運と提携関係（CKYHEグループ）を結んでいた。セネター・ラインズが営業していた時期、韓進海運とセネター・ラインズのコンテナ船部門を統合したハンジン・セネターは、世界のコンテナ輸送でも十本の指に入る規模を持っていた。
韓進海運の収入の90%は韓国国外から上がり、世界に3つの地域本部、200の支店、30の提携会社などからなるネットワークを築いていた。ロングビーチ、ロッテルダム、東京、高雄、釜山などの港湾に専用のコンテナターミナルを所有し、さらに上海、青島、ポート・ケラン（マレーシア）などに内陸コンテナターミナルを構え、多くの国に新ターミナルを建設していた。
中国には専用の船舶修理工場を2008年に開業させ、他社の船舶修理も受け入れ新たな収益源としようとしていた。

### ギャラリー

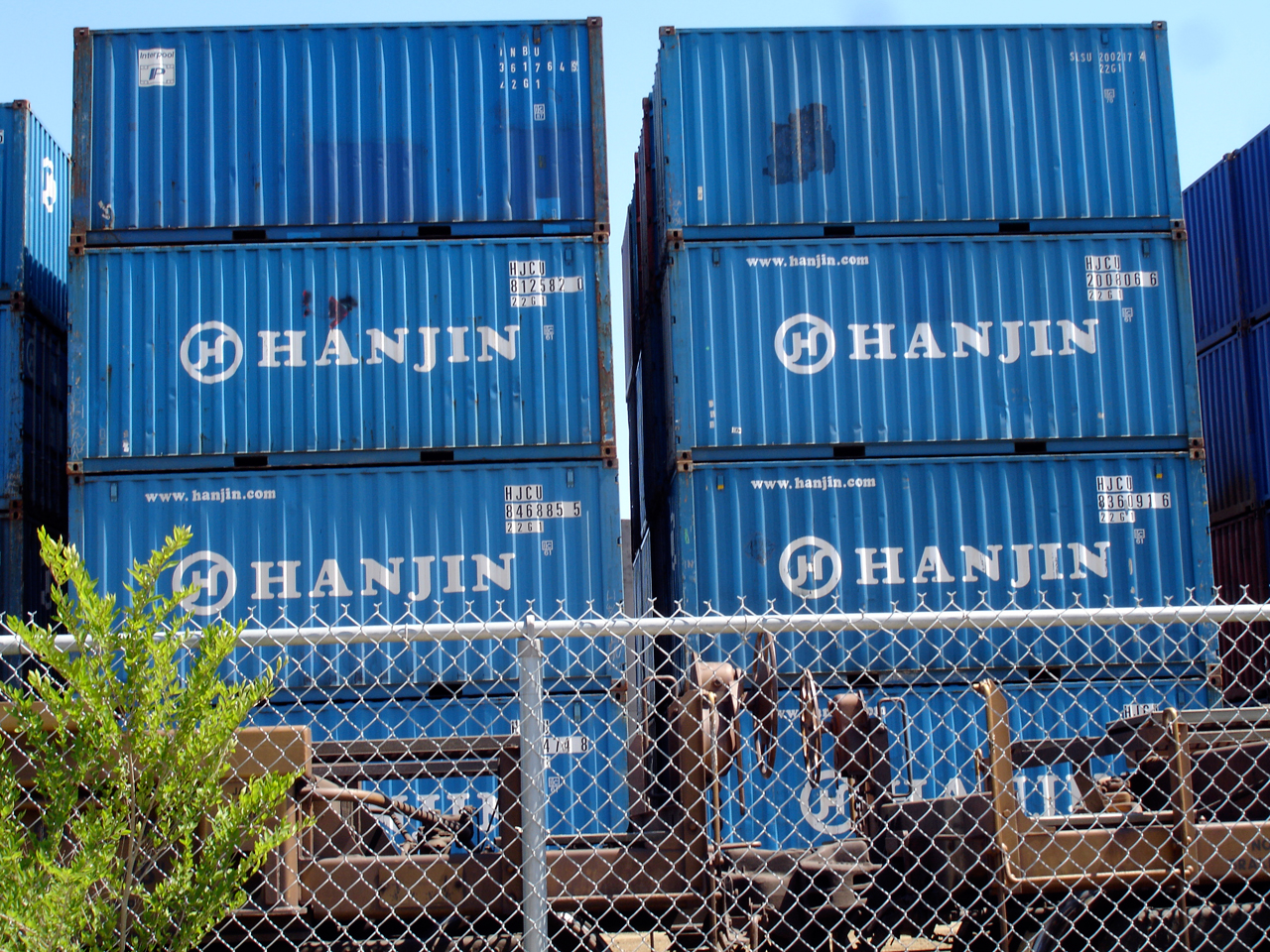
韓進海運の20ftブルーコンテナ
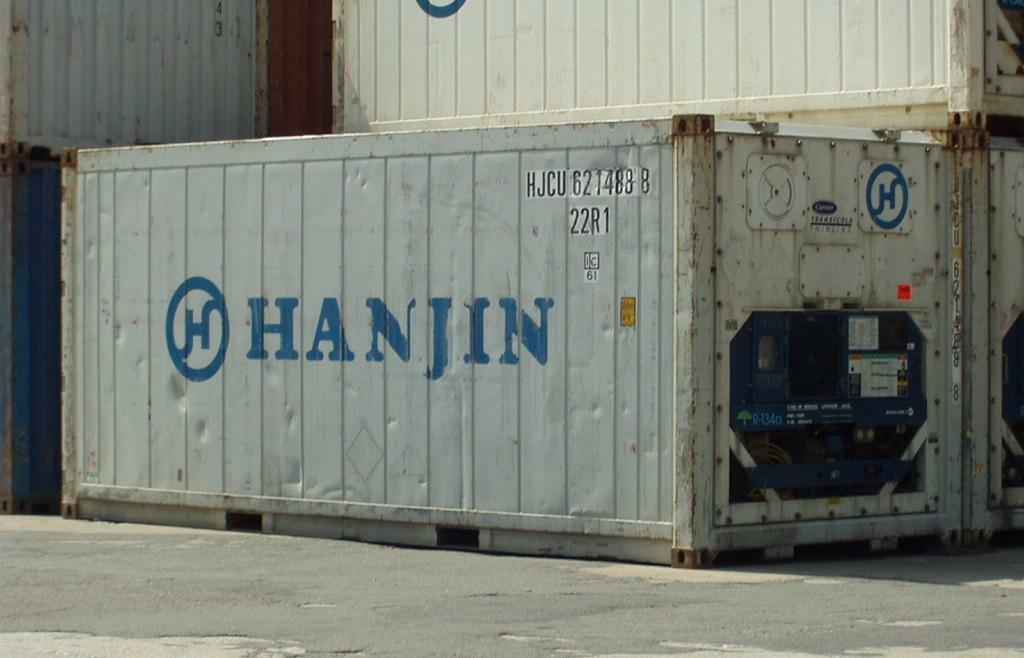
横浜／大黒埠頭／20ft標準型コンテナ
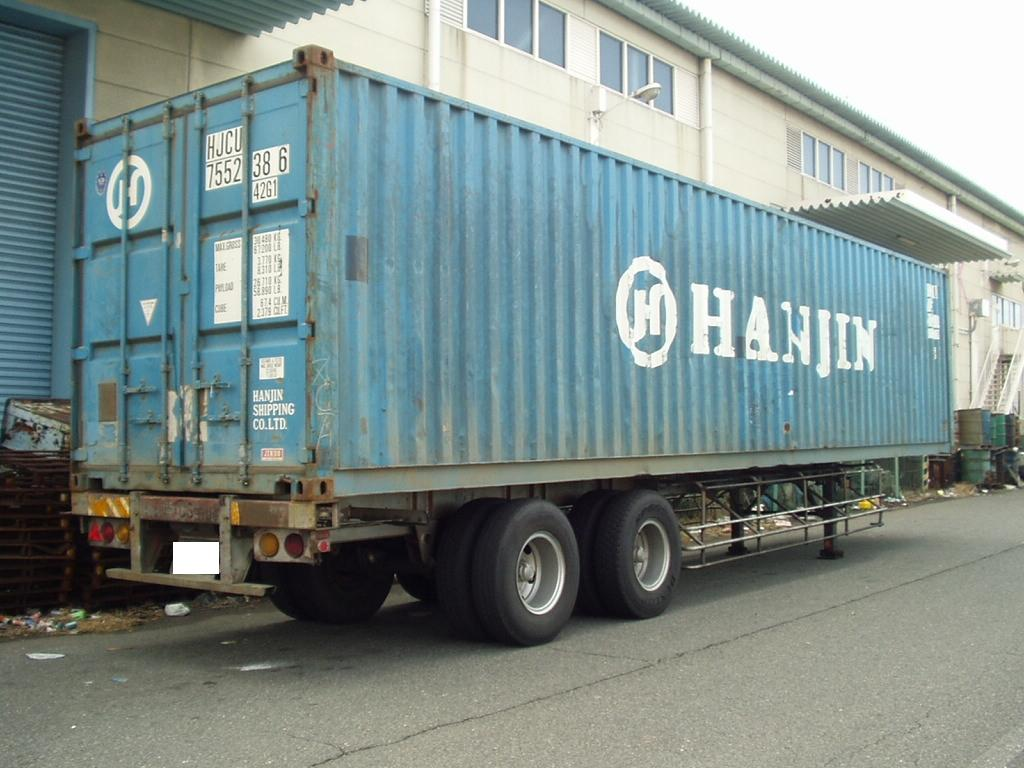
大阪府／大阪南港内航埠頭。
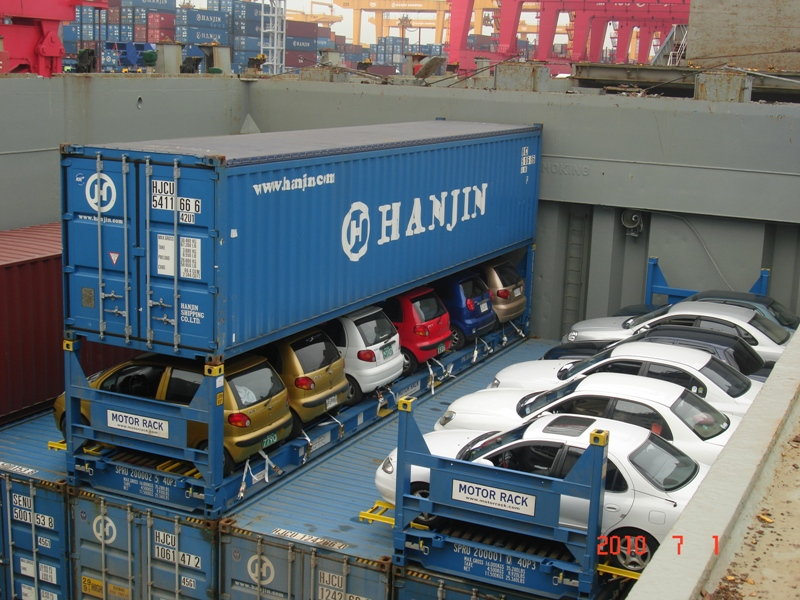
韓進海運コンテナ積み込み現場
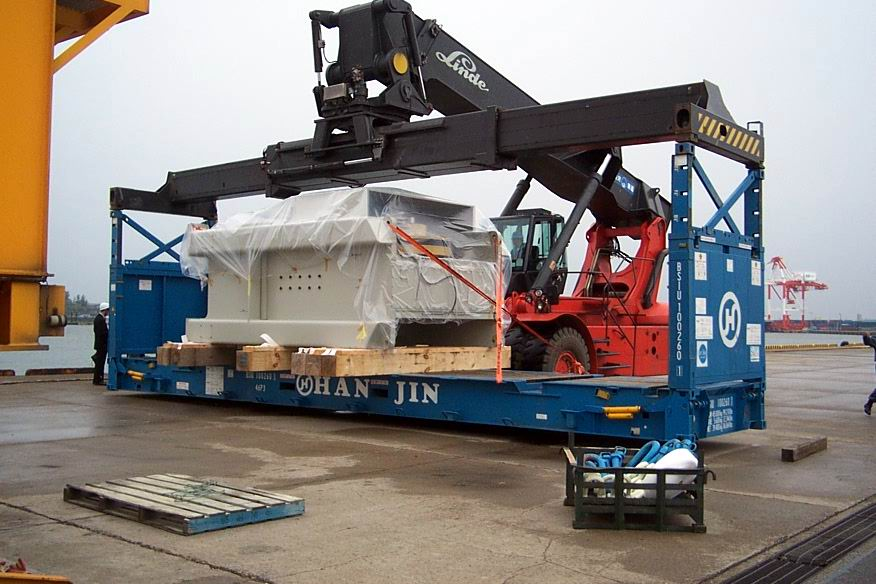
石川県金沢港／卸供田埠頭より出荷
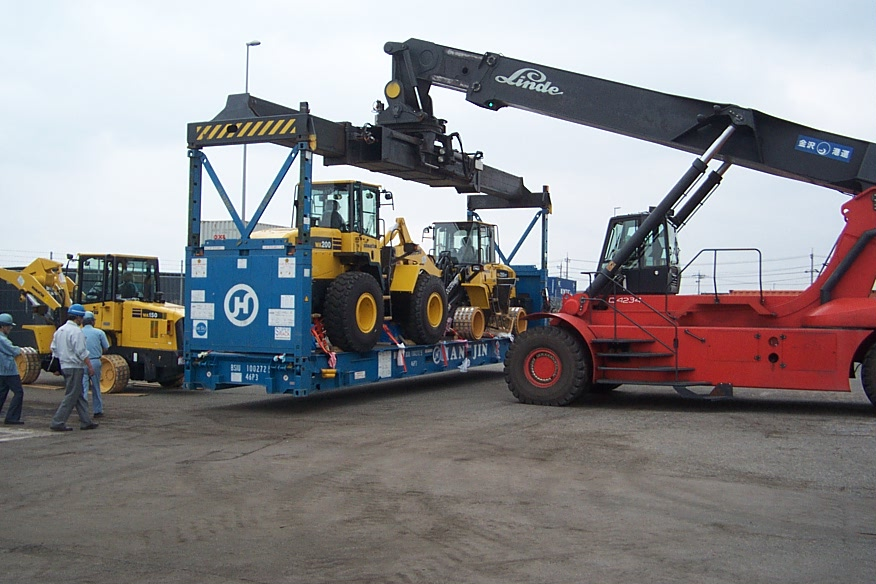
石川県金沢港／卸供田埠頭よりコマツの新車出荷

### 日本国内協力会社
- ナラサキスタックス（苫小牧港）
- リンコーコーポレーション（新潟港）
- 伏木海陸運送（富山港）
- 金沢港運（金沢港）
- 三井倉庫（東京港・横浜港・神戸港）
- 旭海運（清水港）
- 伊勢湾倉庫（四日市港）
- 中京海運（名古屋港の一部航路）
- フジトランスコーポレーション（名古屋港の一部航路）
- 上組（上記2社担当航路を除く名古屋港）
- 辰巳商会（大阪南港）
- 日東物流（神戸港の一部）
- マロックス（広島港）
- 日本通運（その他の全寄港地）